# Sinfonietta (Britten)
Sinfonietta è una sinfonia per dieci strumenti o piccola orchestra di Benjamin Britten, composta nel 1932, all'età di 18 anni, mentre era studente al Royal College of Music. Fu eseguita per la prima volta nel 1933 al The Ballet Club, Londra, diretta da Iris Lemare. Fu pubblicata come la sua Op. 1 e dedicata al suo insegnante Frank Bridge.

## Strumentazione
Il lavoro era in origine composto da cinque fiati e cinque archi: flauto, oboe, clarinetto, fagotto, corno, due violini, viola, violoncello e contrabbasso. Nel febbraio 1936, Britten rivide la partitura per una piccola orchestra da camera con due corni e una piccola sezione d'archi, che fu eseguita solo una volta durante la sua vita. Questa versione è disponibile a noleggio da Boosey & Hawkes.

## Movimenti
Una esecuzione tipica dura circa 15 minuti. I movimenti sono tre:
1. Poco presto ed agitato
2. Variazioni, andante lento
3. Tarantella

Il primo movimento è in forma-sonata. Lo scrittore, editore e amico di Britten, Erwin Stein ha suggerito che il lavoro nel suo insieme è modellato sulla Sinfonia da camera n. 1 del 1906 di Arnold Schönberg.
Nel 1937, prima che Britten partisse per l'America, il suo amico W. H. Auden inscrisse la sua poesia It's Farewell to the Drawing-room's Civilised Cry ("È l'addio al grido civile del salotto") sul risvolto di una miniatura della partitura della Sinfonietta. Britten fu toccato dal gesto.